# The Girlie Show: Live Down Under
The Girlie Show: Live Down Under es un videoálbum de la cantante estadounidense Madonna, publicado el 26 de abril de 1994 por la compañía Warner Reprise Video en VHS y Laserdisc. Contiene la grabación del concierto de la gira The Girlie Show World Tour realizado el 19 de noviembre de 1993 en el estadio Sydney Cricket Ground de Sídney (Australia). Antes del lanzamiento, la cadena HBO había transmitido el espectáculo como un especial televisivo titulado Madonna Live Down Under: The Girlie Show, que se convirtió en el programa original con mayor audiencia del año. En mayo de 1997, el material salió a la venta en DVD en Estados Unidos y posteriormente en junio de 1998 en Europa; en Reino Unido, fue uno de los primeros vídeos musicales en publicarse en este formato.
En general, obtuvo reseñas variadas de los críticos, aunque la mayoría de carácter favorable; resaltaron la presencia escénica de Madonna y las actuaciones de las canciones, aunque desaprobaron la dirección y la falta de material extra. Además, recibió una nominación a mejor vídeo musical de formato largo en la 37.ª entrega de los premios Grammy. Tras su publicación, alcanzó el primer lugar en el conteo UK Music Videos de Reino Unido y el tercero en Top Music Videos de Estados Unidos. Entre 2004 y 2006, la versión en DVD ingresó a los veinte primeros puestos de varias listas europeas. Sumado a ello, obtuvo un disco de oro en Brasil y Estados Unidos y varios de platino en Argentina, Australia y Reino Unido.

## Antecedentes
The Girlie Show World Tour fue la cuarta gira musical de Madonna, realizada como un intento de revivir su carrera musical a raíz de los escándalos que rodearon los lanzamientos de su quinto álbum de estudio Erotica y su libro de fotografías Sex, así como el estreno de la película Body of Evidence, que no impresionó ni a la crítica ni al público. Descrita como «una mezcla de concierto de rock, desfile de moda, carnaval, cabaret y burlesque», inició el 25 de septiembre de 1993 en Londres (Inglaterra) y finalizó el 19 de diciembre de ese año en Tokio (Japón). En un principio se tenía pensado recorrer solo Estados Unidos, Canadá y Japón, pero finalmente Madonna visitó por primera vez países de América Latina, Oriente y Oceanía. El espectáculo estuvo dividido en tres segmentos —Dominatrix, Studio 54 y Weimar Cabaret— más un encore con temática victoriana.
Denominada la gira más explícita y controversial de la cantante, fue objeto de polémicas en varios países debido al contenido sexual de las presentaciones; ciudadanos y políticos de Alemania, Australia, Brasil y Puerto Rico intentaron prohibir sus conciertos y vídeos por motivos de obscenidad. En Israel, judíos ortodoxos organizaron protestas para forzar la cancelación del concierto, mientras que en Puerto Rico generó alboroto cuando frotó la bandera nacional entre sus piernas, lo que provocó que alrededor de treinta residentes protestaran contra la cantante frente a su mansión y pidieron un boicot a su música hasta que ella se disculpara. Pese a ello, obtuvo reseñas favorables de la crítica, que comparó el espectáculo con un musical de Broadway y elogió a Madonna por aportar «humor y calidez» durante las actuaciones. Además, periodistas y fanáticos lo consideraron su mejor espectáculo hasta entonces y resaltaron que «aún podía complacer a su público». Con un total de 39 espectáculos en cinco continentes, fue su última gira del siglo y recaudó 70 millones USD.

## Estreno y publicación

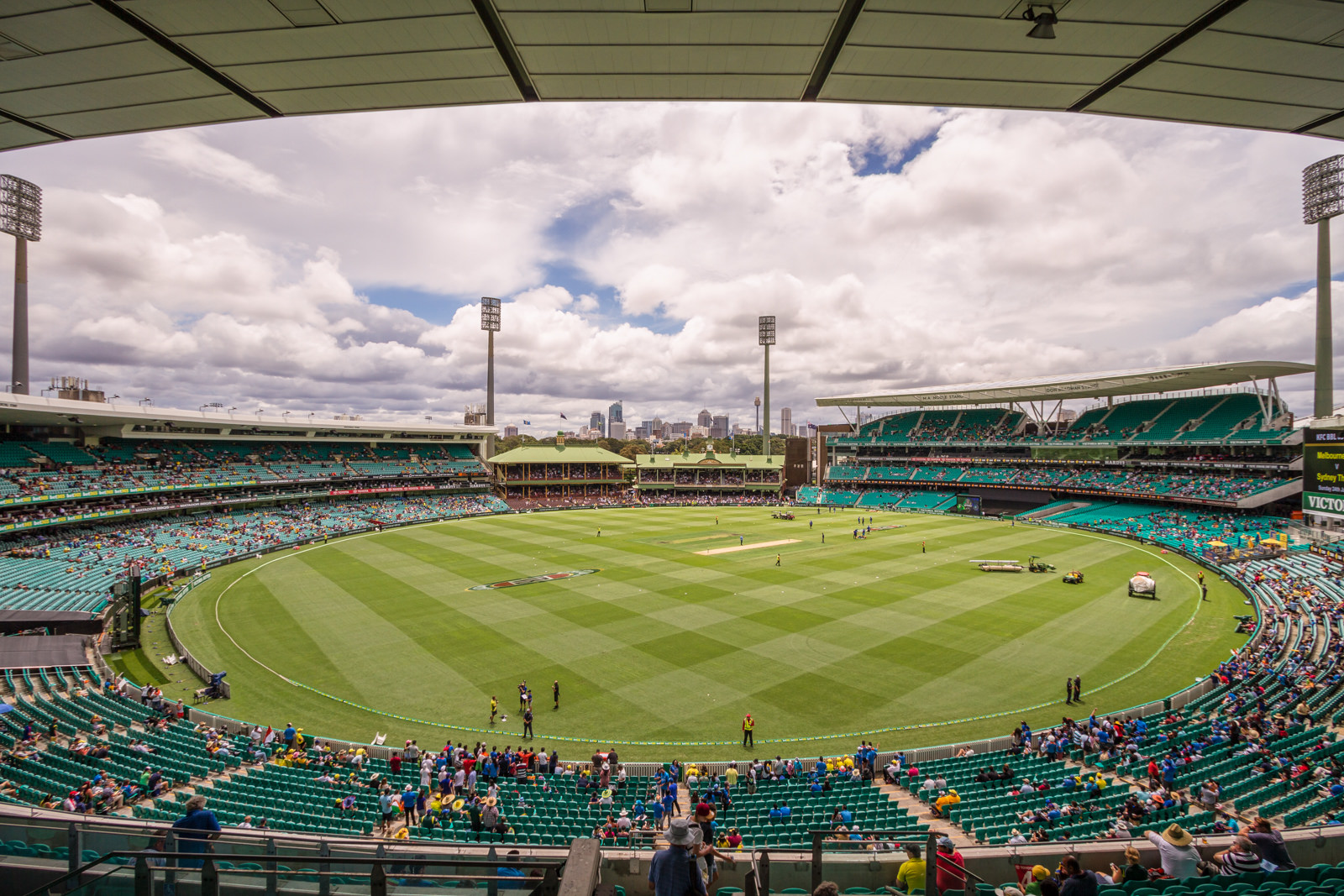
El estadio Sydney Cricket Ground de Sídney (Australia), lugar donde se filmó el vídeo de The Girlie Show: Live Down Under

En noviembre de 1993, la revista Cashbox informó que HBO transmitiría uno de los conciertos de la gira realizados en el estadio Sydney Cricket Ground de Sídney; esto marcó la segunda colaboración entre Madonna y la cadena de televisión después de la transmisión del Blond Ambition World Tour en agosto de 1990. Sumado a ello, Billboard confirmó ese mismo mes que Westwood One haría una transmisión simultánea del especial. Inicialmente, la artista tenía la intención de filmar la gira en Argentina o México, pero finalmente eligió Australia en su lugar, ya que le gustó que el evento fuera anunciado como Madonna Down Under. El concierto, realizado el 19 de noviembre, se emitió al día siguiente por primera y única vez bajo el título Madonna - Live Down Under: The Girlie Show a las 10:15 p. m. y en sonido Dolby Stereo; HBO mencionó que, debido a que la gira tuvo muy pocas fechas en Estados Unidos, el evento ofrecería la única oportunidad para que los admiradores de la cantante pudieran ver el especial. El canal inició su transmisión desde el Club USA de Nueva York con comentarios de los fanáticos y luego se trasladó a Sídney. Con una cuota de pantalla de 17.0/27, fue el programa original más visto del año en la cadena y el segundo en general al incluirse los eventos deportivos, en este último caso por detrás de la pelea de boxeo entre George Foreman y Tommy Morrison. En junio de 1994, HBO Asia transmitió el concierto para los suscriptores del canal como una «única oportunidad exclusiva».
Dirigido por Mark «Aldo» Miceli y producido por Marty Callner, el videoálbum salió a la venta en VHS y Laserdisc el 26 de abril de 1994 por la compañía Warner Reprise Video. Fue el primer concierto completo desde su gira Who's That Girl World Tour (1987) en estar disponible en formato casero, ya que Blond Ambition World Tour Live (1991) solo salió al mercado en Laserdisc y nunca se lanzó en cinta de vídeo. El material se promocionó con un anuncio de página completa en la edición de Billboard del 26 de marzo, en el que proclamaba: «Los decentes, los morales y los temerosos de Dios no lo alquilarán. Eso debería dejar alrededor de 180 millones que sí lo harán». Tres años después, en febrero de 1997, Warner Bros. Records anunció que sería publicado en formato DVD en Estados Unidos el 24 de marzo de ese año, aunque finalmente el lanzamiento se retrasó hasta el 21 de mayo. Mientras tanto, en el mercado europeo estuvo disponible en junio de 1998 a través de Warner Vision International; cabe resaltar que The Girlie Show —junto con The Three Tenors in Concert 1994— fue el primer DVD musical publicado en Reino Unido. El vídeo presenta un sonido Dolby Digital 5.1 y aparece en una relación de aspecto de 1.33:1 (4:3) en un disco de una sola cara, lo que otorga al DVD imágenes «brillantes y vívidas».

## Recepción crítica
En general, The Girlie Show: Live Down Under obtuvo reseñas variadas de la crítica, aunque en su mayoría de carácter favorable. En su comentario al especial de HBO, Dominic Griffin de Variety observó que «este espectáculo fue puramente para las cámaras y el público en casa». Aprobó la presencia escénica de Madonna y su «asombrosa resistencia en todo momento», así como la coreografía, la música y el trabajo de las vocalistas y el director de audio. Finalizó: «A lo largo de su carrera, Madonna se ha desafiado constantemente a sí misma y, al hacerlo, está en constante evolución». Heather Phares de Allmusic le otorgó cuatro estrellas de cinco; elogió el vídeo y los sonidos digitales «muy claros» y las versiones «dinámicas» de «Holiday» (1983), «Erotica», «Deeper and Deeper» (1992) y «Rain» (1993). Pese a que le pareció «frustrante» la falta de material extra en el DVD, afirmó que «sigue siendo una presentación decente de un concierto espectacular de dos horas». Catherine Applefield de Billboard lo describió como un «espectáculo de moda-concierto al estilo revista que marcha a lo grande y en ocasiones degenera en un tonto ejercicio sexual». Calificó la secuencia de apertura y las interpretaciones de «Express Yourself» (1989) y «Vogue» (1990) como uno de los «momentos asombrosos» y agregó que el material «logra cubrir toda la carrera de Madonna. Los fanáticos lo comprarán con orgullo». Colin Jacobson del sitio DVD Movie Guide no quedó conforme con las presentaciones de «Why's It So Hard» e «In This Life» —ambas de Erotica— ni con «Like a Virgin» (1984), pero resaltó la actuación de «Bye Bye Baby» (1993) y elogió el trabajo de la banda en vivo al crear mejores versiones de los éxitos anteriores de la cantante. Asimismo, resaltó que Miceli mantuvo el enfoque en el escenario y que el material ofrecía una presentación «bastante decente» y una mezcla de sonido «muy buena». Concluyó: «Al final, The Girlie Show sigue siendo el mejor DVD de Madonna en el mercado. Es una obviedad para los fanáticos acérrimos y también debería ser muy atractivo para aquellos que tienen un interés menor en su música, ya que ofrece muchas de sus canciones más importantes en un solo paquete».
En opiniones negativas, Jeff Gordinier de Entertainment Weekly escribió que el concierto «es el punto donde el escándalo se convierte en una tontería» y criticó que todo estuviera «a paso de ganso», lo que hacía que The Girlie Show fuese «tan sexi como un trago de Pepto-Bismol». Para Richard Cromelin de Los Angeles Times, la dirección de Mark Miceli «parecía ser improvisada, al alternar entre espectáculo e intimidad» y declaró que, en lugar de «transmitir la magia», el material solo documentó el trabajo y «no logró unificar la sucesión de personajes de Madonna en un todo coherente». Añadió: «[La cámara] se alejaba del grupo de bailarines en medio de una maniobra, ofrecía una toma a distancia cuando querías ver de cerca o se acercaba cuando necesitabas el panorama general. [...] Todas esas cámaras, dos horas seguidas, y todavía no sientes que has visto el concierto». Tom Shales de Lakeland Ledger declaró que lo «triste» de The Girlie Show es que «no fue realmente impactante, fue simplemente una tontería». El autor aseguró que ver a Madonna «resultó ser casi como contraer la gripe» y que el vídeo había sido el «gran espectáculo del que todo el mundo no hablaba a la mañana siguiente». Si bien destacó que la cantante «seguía siendo una maravilla cuando realmente canta y baila», en general concluyó que «parece haberse graduado de una pícara atrevida y juguetona a una vieja burla trillada. Sus intentos ahora de escandalizar y despertar el interés se han convertido en elaboradas autoparodias». Aunque no otorgó una reseña detallada, Dan Pavlides de AllMovie lo calificó con una estrella y media de cinco. En los CableACE Awards, llevados a cabo en enero de 1995, The Girlie Show: Live Down Under obtuvo una nominación a mejor especial musical, mientras que Chas Herington, Peter Morse, Tim Phelps y Toby Philips fueron reconocidos en la terna de mejor dirección de fotografía y/o dirección de iluminación en comedia o especial musical. En la 37.ª entrega anual de los premios Grammy, celebrada en marzo de ese mismo año, el material estuvo entre los candidatos a la categoría mejor vídeo musical de formato largo, aunque perdió ante Zoo TV: Live From Sydney de U2.

## Recepción comercial
En Estados Unidos, The Girlie Show: Live Down Under debutó en la tercera posición de la lista Top Music Videos de Billboard el 14 de mayo de 1994, por detrás de Live de Ray Stevens y Live at the Acropolis de Yanni. También alcanzó el duodécimo lugar en el conteo Top Laserdisc Sales en la edición siguiente (21 de mayo) y posteriormente —el 4 de junio— llegó al séptimo en Top Video Sales. En la lista anual de 1994, se ubicó en los puestos 31 y 32 en Top Music Videos y Top Video Sales, respectivamente. El 9 de febrero de 1995, obtuvo un disco de oro de la Recording Industry Association of America (RIAA) por haber vendido 50 000 copias en el país. Tras el lanzamiento del material en formato DVD, reingresó a Top Music Videos en el decimoctavo puesto el 7 de junio de 1997. En Reino Unido, hizo su debut en lo más alto de la lista UK Music Videos —elaborada por la Official Charts Company— el 1 de mayo de 1994, y se mantuvo en la primera posición cuatro semanas seguidas. En julio de 2013, la Industria Fonográfica Británica (BPI, por sus siglas en inglés) lo certificó con un disco de platino por la distribución de 50 000 ejemplares en el país.
Entre 2004 y 2006, la versión en DVD ingresó a algunas listas europeas. Por ejemplo, en la semana 40 de 2004 reingresó a la lista Top 30 DVD de Portugal en el decimocuarto puesto, mientras Drowned World Tour 2001 —también de Madonna— se ubicaba en el séptimo. En España, durante la semana 27 de 2006 (del 3 al 9 de julio), cinco DVD de la cantante se encontraban entre los quince primeros puestos del conteo Top 20 DVD, elaborado por Media Control GFK y PROMUSICAE; de todos ellos, The Girlie Show alcanzó la octava posición. De manera similar, ocupó el sexto lugar de los veinte DVD más exitosos de Grecia en la 28.ª semana de 2006, mientras que en Hungría logró el undécimo puesto en el DVD Top 20. En Argentina, si bien no ingresó a ninguna lista, tanto el VHS como el DVD obtuvieron por separado un disco de oro por la Cámara Argentina de Productores de Fonogramas y Videogramas (CAPIF) en representación a 8000 copias vendidas. Por su parte, la Australian Recording Industry Association (ARIA) lo certificó con tres discos de platino en 2004 tras superar la marca de 45 000 ejemplares y la organización Pro-Música Brasil le entregó un disco de oro por la venta de 25 000 unidades.

## Lista de canciones
| N.º    | Título                            | Escritor(es)                          | Duración |  |
| 1.     | «The Girlie Show Theme»           | Jai Winding                           | 2:25     |  |
| 2.     | «Erotica»                         | Madonna Shep Pettibone                | 4:10     |  |
| 3.     | «Fever»                           | John Davenport Eddie Cooley           | 4:48     |  |
| 4.     | «Vogue»                           | Madonna Pettibone                     | 5:29     |  |
| 5.     | «Rain»                            | Madonna Pettibone                     | 9:51     |  |
| 6.     | «Express Yourself»                | Madonna Stephen Bray                  | 5:16     |  |
| 7.     | «Deeper and Deeper»               | Madonna Pettibone Anthony Shimkin     | 7:27     |  |
| 8.     | «Why's It So Hard»                | Madonna Pettibone Shimkin             | 5:00     |  |
| 9.     | «In This Life»                    | Madonna Pettibone                     | 6:44     |  |
| 10.    | «The Beast Within»                | Lenny Kravitz Ingrid Chavez Madonna   | 5:42     |  |
| 11.    | «Like a Virgin»                   | Tom Kelly Billy Steinberg             | 6:04     |  |
| 12.    | «Bye Bye Baby»                    | Madonna Pettibone Shimkin             | 4:15     |  |
| 13.    | «I'm Going Bananas»               | Michael Kernan Andy Paley             | 1:44     |  |
| 14.    | «La isla bonita»                  | Madonna Patrick Leonard Bruce Gaitsch | 5:10     |  |
| 15.    | «Holiday»                         | Curtis Hudson Lisa Stevens            | 8:05     |  |
| 16.    | «Justify My Love»                 | Kravitz Chavez Madonna                | 8:05     |  |
| 17.    | «Everybody Is a Star»/«Everybody» | Sylvester Stewart / Madonna           | 12:08    |  |
| 18.    | «Créditos»                        |                                       | 3:12     |  |
| 112:00 |                                   |                                       |          |  |

Notas
- «Rain» incluye extractos de «Just My Imagination (Running Away with Me)», compuesta por Norman Whitfield y Barrett Strong, y «Singin' in the Rain», compuesta por Arthur Freed y Nacio Herb Brown.
- «Like a Virgin» incluye extractos de «Falling in Love Again (Can't Help It)», compuesta por Sammy Lerner y Frederick Hollander.
- «Holiday» incluye extractos de «Holiday for Calliope», compuesta por Jai Winding.
- «Everybody Is a Star»/«Everybody» incluye extractos de «After the Dance», compuesta por Marvin Gaye, Leon Ware y Arthur Ross, y «Dance to the Music», compuesta por Sylvester Stewart.

## Posicionamiento en listas
| País (Lista 1994)                    | Posición más alta |
| ------------------------------------ | ----------------- |
| Estados Unidos (Top Music Videos)    | 3                 |
| Estados Unidos (Top Laserdisc Sales) | 12                |
| Estados Unidos (Top Video Sales)     | 7                 |
| Reino Unido (UK Music Videos)        | 1                 |

| País (Lista 2004-2006)      | Posición más alta |
| --------------------------- | ----------------- |
| España (Top 20 DVD Musical) | 8                 |
| Grecia (Top 20 DVD/Video)   | 6                 |
| Hungría (DVD Top 20)        | 11                |
| Portugal (Top 30 DVD)       | 14                |

| País (Lista 1994)                 | Posición |
| --------------------------------- | -------- |
| Estados Unidos (Top Music Videos) | 31       |
| Estados Unidos (Top Video Sales)  | 32       |

## Certificaciones
| Región                          | Certificación | Unidades certificadas |
| ------------------------------- | ------------- | --------------------- |
| Argentina (CAPIF) Videoálbum    | Platino       | 8000                  |
| Argentina (CAPIF) Edición DVD-5 | Platino       | 8000                  |
| Australia (ARIA)                | 3× Platino    | 45 000                |
| Brasil (Pro-Música Brasil)      | Oro           | 25 000                |
| Estados Unidos (RIAA)           | Oro           | 50 000                |
| Reino Unido (BPI)               | Platino       | 50 000                |

## Créditos y personal
Créditos adaptados de las notas de The Girlie Show: Live Down Under.
- Mark «Aldo» Miceli: dirección
- Marty Callner: producción
- Carol Dodds: directora asociada
- Candace Brown: edición
- Patti Gannon: edición
- Jeri Heiden: diseño de paquete
- Greg Ross: diseño de paquete
- Neal Preston: fotografía (portada)
- Serge Thomann: fotografía (contraportada)
- Christopher Ciccone: diseño de producción, dirección de arte
- Jeffrey Hornaday: dirección escénica